# Mina Miller
Mina Florence Miller, conosciuta anche come Mina F. Miller e Mina Miller (New York, 1949) è una pianista e scrittrice statunitense, nonché fondatrice e direttore artistico di Music of Remembrance a Seattle, Washington.

## Carriera
Mina Miller ha studiato pianoforte sotto la guida di Artur Balsam al Conservatorio della Manhattan School of Music ed ha ottenuto un dottorato di ricerca in Musica alla New York University. È diventata professoressa associata di musica all'Università del Kentucky nel 1977, è stata nominata assistente professore (con incarico) nel 1984 ed è stata nominata professoressa di ricerca universitaria per l'anno 1988-89. Si è esibita in recital solistici in Inghilterra e Scandinavia e in concerti in Europa e Nord America.
Nel 1982 la Miller preparò la prima edizione della raccolta con il commento critico delle opere per pianoforte del compositore danese Carl Nielsen, per il quale eseguì la prima versione registrata, The Complete Piano Music of Carl Nielsen. Ha anche scritto Carl Nielsen: A Guide to Research, una raccolta di fonti con commenti dell'autore e ha curato The Nielsen companion per il quale ha scritto intermezzi, tra cui "Ink v. Pencil: Implications for the Performer" sulla Sonata per violino n. 1 di Nielsen.
La Miller ha anche registrato The Piano Music of Leoš Janáček.
La Miller ha fondato Music of Remembrance nel 1998 a Seattle. Oltre ad esibirsi è Presidente e Direttore Artistico. Questo gruppo ha lo scopo di trovare ed eseguire musica composta dalle vittime dell'Olocausto, indipendentemente dal loro background, nonché eseguire opere correlate di nuova commissione.

## Vita privata
La Miller nacque a New York. I suoi genitori rimasero in America dopo aver visitato l'Esposizione Universale di New York del 1939 quando divenne chiaro che non potevano tornare in Lituania, dove "le loro intere famiglie furono uccise". Durante le ricerche sull'Olocausto, venne a conoscenza della musica che era stata composta nel Campo di concentramento di Theresienstadt e decise di fondare Music of Remembrance.

## Pubblicazioni

### Scritti
- Mina F. Miller, The Complete Solo Piano Music of Carl Nielsen. A Critical Revised Edition, Copenhagen, Edition Wilhelm Hansen, 1982.
- Mina Miller, Some Thoughts upon Editing the Music of Carl Nielsen, in Current Musicology, vol. 34, 1982b,  pp. 64-74.[21]
- Mina F. Miller, Carl Nielsen: A Guide to Research, New York, Garland, 1987, ISBN 978-0-8240-8569-8.
- Miller (a cura di), The Nielsen companion, London, New York, Faber & Faber, 1994, ISBN 978-0-571-16143-0.

### Discografia
- Mina Miller, The Complete Piano Music of Carl Nielsen, Hyperion, 1987. La Miller ha anche scritto le note di copertina principali.
- Mina Miller, The Piano Music of Leoš Janáček, Ambassador, 1996. La Miller ha anche scritto le note di copertina principali.